# Сафер, Толга
То́лга Са́фер (англ. Tolga Safer; 26 июня 1982, Лондон, Англия, Великобритания) — английский актёр.

## Биография
Толга Сафер родился 26 июня 1982 года в Лондоне (Англия, Великобритания) в семье турецко-кипрского происхождения. В 7-летнем возрасте Толга начал играть в школьных спектаклях, а затем обучался в театральной школе «Sylvia Young Theatre School».

## Карьера
Толга начал свою карьеру в качестве театрального актёра 2002 году. Одной из первых значимых работ в фильмографии актёра стала небольшая роль помощника Игоря Каркарова в многобюджетном фильме «Гарри Поттер и Кубок огня» (2005), являющемся экранизацией одноименной книги Джоан Роулинг. Изначально Сафер проходил пробы на роль Виктора Крама, но в итоге ему достался эпизодический персонаж, которого не было в оригинальной книге.
Следующим большим проектом для актёра стал боевик-триллер «Наёмник».

## Фильмография
| Год       |     | Русское название            | Оригинальное название               | Роль                     |
| --------- | --- | --------------------------- | ----------------------------------- | ------------------------ |
| 2004      | ф   | Культурная угроза           | Сultural Menace                     | Тимур                    |
| 2004      | кор | Получить картинку           | Get the Picture                     | повстанец                |
| 2004—2007 | с   | Несчастный случай           | Casualty                            | Уэйн Питт/Майкл Канакис  |
| 2005      | ф   | Гарри Поттер и Кубок огня   | Harry Potter and the Goblet of Fire | помощник Игоря Каркарова |
| 2006      | с   | Доктора                     | Doctors                             | Ахмет Гул                |
| 2007      | ф   | Сахарный дом                | Sugarhouse                          | Сеф                      |
| 2007      | ф   | Стрелять без предупреждения | Shoot on Sight                      | Азиз                     |
| 2014      | ф   | Танцующий в пустыне         | Desert Dancer                       | Стефано                  |
| 2017      | ф   | Наёмник                     | American Assassin                   | Камил                    |
| 2018      | с   | Британия                    | Britannia                           | Азиз Рам                 |